# Doamna Despina

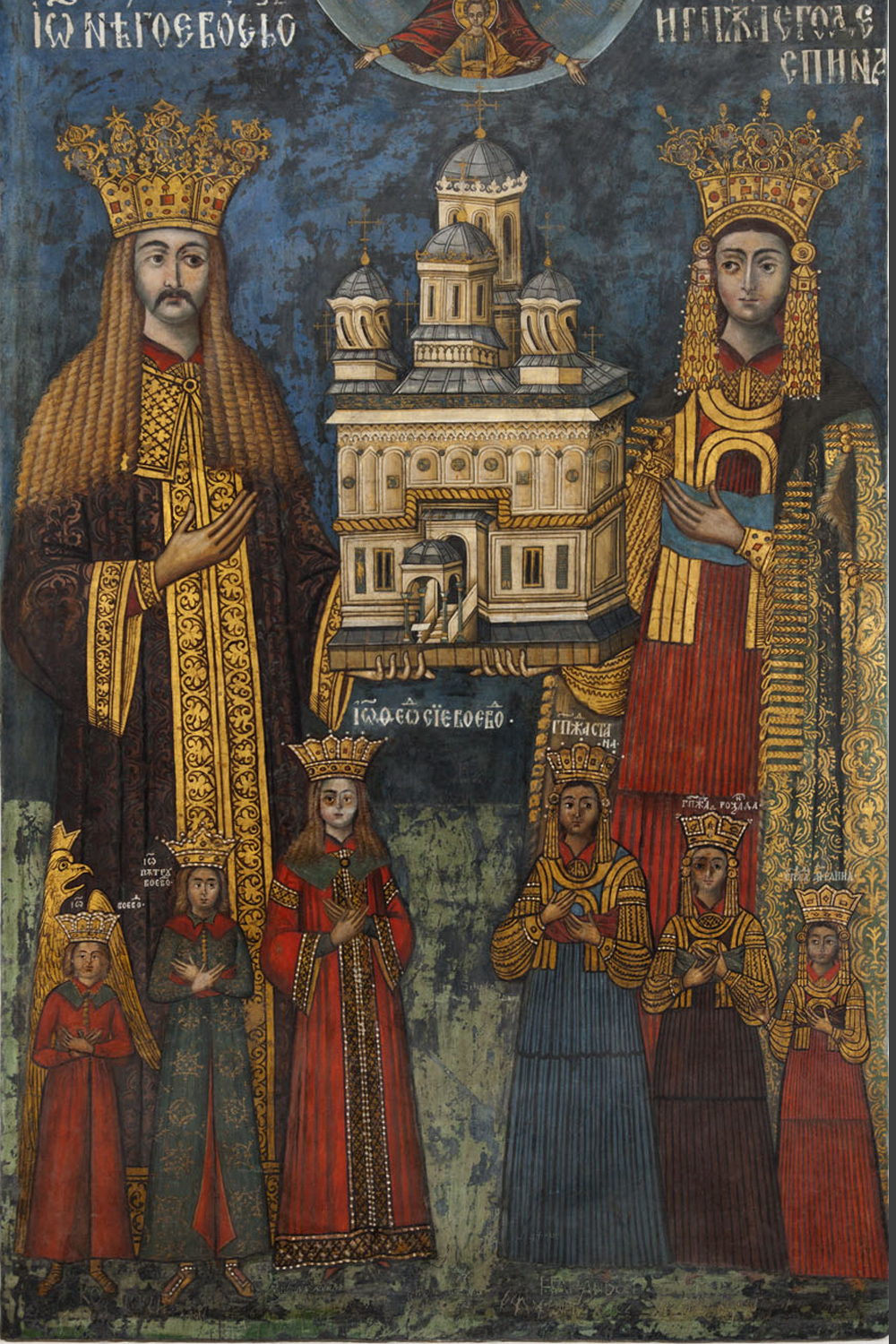
Milița și Familia ei (de la stânga la dreapta: sus:Neagoe Basarab și Milița jos:Petru, Ioan, Teodosie, Anghelina, Ruxandra și Stana).

Doamna Milița Despina sau Despina Elena (n. 1487 – d. 30 ianuarie 1554, Sibiu, Regatul Ungariei Răsăritene) a fost soția lui Neagoe Basarab. Provenea dintr-un neam înalt de despoți sârbi, fiind fata lui Ioan Brancovici al Serbiei (n.1465 - d. 10 decembrie 1502). Unchiul său era Mitropolitul Maxim (născut Gheorghe Brancovici).
A fost canonizată ca sfântă de Sfântul Sinod al Bisericii Ortodoxe Române în ședința sa din 1 iulie 2025, cu titulatura „Sfânta Cuvioasă Platonida de la Argeș” și prăznuirea în ziua de 26 septembrie.

## Biografie
Despina s-a căsătorit în anul 1505 cu Neagoe Basarab și au avut șase copii (Theodosie, Stana, Petru, Ioan, Ruxandra, Anghelina), însă doi fii și o fiică au murit la o vârstă fragedă.
După moartea lui Neagoe Basarab, în 1521, fiul lor Theodosie (n.1505, d.1521) a fost înscăunat ca domn al Țării Românești, însă a fost alungat de Radu de la Afumați și a murit la Constantinopol. Doamna Despina s-a refugiat în Ardeal împreună cu fiicele sale Stana și Ruxanda, trăind la Sibiu o viață liniștită, sub ocrotirea vărului său, Regele Ungariei. La 21 ianuarie 1526, Ruxanda s-a căsătorit cu Radu de la Afumați, domnul Țării Românești. Peste puțin timp, în același an, Stana s-a măritat cu Ștefaniță Vodă, domn al Moldovei. După moartea lui Ștefăniță (14 ianuarie 1527), Stana revine la Sibiu lângă mama sa și se călugărește luând numele Sofronia. În 1529, după moartea soțului ei Radu, Ruxandra revine și ea la Sibiu, unde râmâne până în 1541, când se căsătorește cu Radu Paisie. După o scurtă perioadă petrecută la București, unde nu a mai găsit nimic din splendorile de altă dată, Doamna Despina se călugărește în 1545 sub numele de Platonida, întorcându-se la Sibiu unde petrece restul vieții sale.
Doamna Despina a fost un protector al artelor, ajutând material la construirea Mănăstirii Krusedol. Împreună cu soțul său, a ctitorit Mănăstirea Curtea de Argeș, participând la târnosirea acesteia la 15 august 1517. În anul 1520 Neagoe Basarab și soția sa au început construcția Schitului Ostrov din Călimănești, aceasta fiind terminată în 1522, după moartea domnului. A murit, răpusă de ciumă, la Sibiu, la 30 ianuarie 1554.